# Live at the 1963 Monterey Jazz Festival
Live at the 1963 Monterey Jazz Festival ist ein postumes Album von Miles Davis. Die Aufnahmen, die auf dem Monterey Jazz Festival am 20. September 1963 entstanden waren, erschienen am 31. Juli 2007 als Compact Disc bei Monterey Jazz Festival Records (Concord Music Group).

## Hintergrund
Zwei Monate nach dem Auftritt des Miles Davis Quintetts auf dem Antibes Jazz Festival (27./28. Juli 1963) wurde dieses Konzert im frühen Herbst 1963 beim Monterey Jazz Festival dokumentiert. Im Mai dieses Jahres hatte der Trompeter die Band um die visionäre junge Rhythmusgruppe mit dem Pianisten Herbie Hancock, dem Bassisten Ron Carter und dem 16-Jährigen Tony Williams gegründet. Der Livemitschnitt sei ein weiteres Beispiel für Davis’ „Übergangszeit“ von 1960 bis 1964, zwischen seinem „ersten großen Quintett“ mit dem Tenorsaxophonisten John Coltrane und dem „zweiten großen Quintett“ mit Wayne Shorter, notierte Samuel Chells. „Zuerst gab es den faszinierenden Kontrast zwischen Davis’ freiem Ansatz und dem systematischen Bebop-Vokabular von Reedman Sonny Stitt, dann gab es Davis’ raffinierte Urbanität im Kontrast zu dem moschusartigen, bluesigen, unverschämt souligen Tenor von Hank Mobley, und hier ist es der unruhige und suchende Davis gegenüber dem reinen, offenen Sound und „singenden“ Ansatz des Tenorsaxophonisten George Coleman“.

## Titelliste
- Miles Davis – Live at the 1964 Monterey Jazz Festival (Monterey Jazz Festival Records MJFR-30312)[4]
  1. Waiting for Miles 0:41
  2. Autumn Leaves (Jacques Prévert, Johnny Mercer, Joseph Kosma) 11:24
  3. So What (Miles Davis) 11:20
  4. Stella by Starlight (Ned Washington, Victor Young) 14:35
  5. Walkin’ (Richard Carpenter) 12:48
  6. The Theme (Miles Davis) 1:16

## Rezeption
Michael G. Nastos verlieh dem Album in Allmusic vier Sterne und meinte, „Sammler und Komplettisten werden diese Ausgabe begrüßen, und als Brücke zwischen der kurzlebigen Band mit Sam Rivers, der Gruppe mit Victor Feldman, die Seven Steps to Heaven aufgenommen hatte, und dem legendären Quintett Mitte der 1960er Jahre bietet es eine wichtige Grundlage für das, was es brauchte, die Musik von Davis auf ein noch höheres Niveau zu bringen. Es ist selbst für Anfänger leicht zu empfehlen, eine sehr gute Darstellung von Miles Davis an der Spitze des modernen Mainstream-Jazz.“

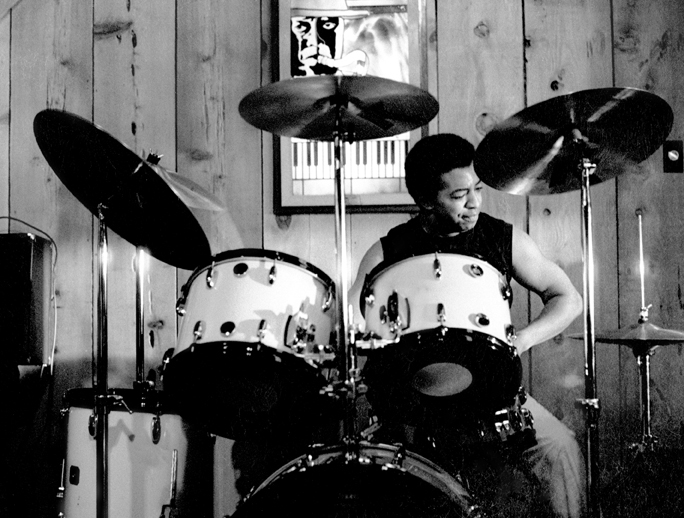
Tony Williams 1986

Samuel Chells schrieb in All About Jazz, der Gesamtsound des Mitschnitts sei weiträumig, „aber dennoch hautnah und lebendig präsent, während jede Note kristallklar ist und dem Hörer garantiert, jedes Detail zu erfassen, von Hancocks zarten Stimmen bis zu Williams’ innovativen, oft überraschenden Interpunktionen. Darüber hinaus scheint jeder ungewöhnlich dem Swingen und dem Erfinden von Melodien verpflichtet zu sein.“ Zum Zeitpunkt der Plugged Nickel-Sessions, meint der Autor, spielte die Gruppe mit einer selbstbewussteren, kalkulierten und mentalen Herangehensweise an Melodie, Harmonie und Tempo. Man könne diese Aufnahme als unverzichtbare Ergänzung zum Kanon eines bedeutenden Künstlers der Musik des 20. Jahrhunderts rechnen.
John Fordham vergab an das Album im Guardian ebenfalls vier Sterne und meinte, es sei ein Dokument des Übergangs, „weil die Musik immer noch den Bebop und die auf Standards basierende Musik widerspiegelt, die Miles’ Bands Ende der 1950er Jahre angetrieben haben, und gleichzeitig nach vorn auf die abstrakteren Möglichkeiten blickt, die sich aus den reduzierten modalen Strukturen ergeben, die auf Milestones und Kind of Blue eingeführt wurden. Der Saxophonist George Coleman, eine übersehene Figur in der Miles-Geschichte, aber ein großartiger, wenn auch orthodoxer Virtuose, löst ein paar Lawinen harter Improvisation aus.“  Weiter schrieb Fordham: „Die früheren Alben Seven Steps to Heaven und Miles in Antibes repräsentieren ebenfalls diesen heißen Sommer von 1963 – dies könnte also eine Option für Komplettisten sein, aber es ist eine sehr überzeugende.“